# Teatro d'ira: Vol. I
Teatro d'ira: Vol. I é o segundo álbum de estúdio da banda de hard rock italiana Måneskin. Foi lançado em 19 de março de 2021 pelas RCA e Sony. O álbum inclui os singles "Vent'anni" e o ganhador dos festivais musicais de Sanremo e Eurovisão "Zitti e buoni", assim como as faixas "I Wanna Be Your Slave" e "Coraline".
Após a vitória de Måneskin no Festival Eurovisão da Canção 2021 com a canção "Zitti e buoni", o álbum começou a surgir em diversas paradas musicais ao redor da Europa. O álbum atingiu o topo das paradas italianas, obtendo o certificado de platina quádrupla pela FIMI. Também atingiu o topo das paradas de álbuns musicais na Finlândia, Lituânia e Suécia, sendo colocado entre os dez melhores em mais 14 territórios. Desde então, o álbum garantiu mais três certificados de ouro em outros três países.

## Lista de faixas
Todas as faixas escritas e compostas por Damiano David, Victoria De Angelis, Thomas Raggi e Ethan Torchio. 
| Teatro d'ira: Vol. I |                         |                |         |  |
| N.º                  | Título                  | Producer(s)    | Duração |  |
| 1.                   | "Zitti e buoni"         |                | 3:14    |  |
| 2.                   | "Coraline"              |                | 5:00    |  |
| 3.                   | "Lividi sui gomiti"     |                | 2:45    |  |
| 4.                   | "I Wanna Be Your Slave" |                | 2:53    |  |
| 5.                   | "In nome del padre"     |                | 3:39    |  |
| 6.                   | "For Your Love"         |                | 3:50    |  |
| 7.                   | "La paura del buio"     |                | 3:29    |  |
| 8.                   | "Vent'anni"             |                | 4:13    |  |
| Duração total:       | Duração total:          | Duração total: | 29:03   |  |

| Teatro d'ira: Vol. I (edição japonesa) |                                                    |         |  |
| N.º                                    | Título                                             | Duração |  |
| 9.                                     | "I Wanna Be Your Slave" (participação de Iggy Pop) | 2:53    |  |
| Duração total:                         | Duração total:                                     | 31:56   |  |

## Créditos

### Grupo
- Damiano David – vocais, guitarra
- Victoria De Angelis – baixo
- Thomas Raggi – guitarra
- Ethan Torchio – bateria

### Produção e design
- Måneskin – produção
- Fabrizio Ferraguzzo – produção
- Enrico La Falce – gravação, engenharia de áudio, masterização
- Luca Pellegrini – gravação
- Enrico Brun – produção adicional
- Corrado "Mecna" Grilli – design gráfico
- Gabriele Giussani – fotografia